# 罗礼国
罗礼国（德語：Heinrich Carl Franz Rohrke，1910年3月20日—2001年11月30日），生于湖北汉口。德国外交官、政治人物、律师。曾任西德驻华临时代办。

## 生平
罗礼国的父亲是一名在东亚经商的商人。第一次世界大战后，他就读于基尔的一所文理高中，高中毕业后学习法律和经济学。第二次国家法律考试后，他完成了语言课程，学习汉语和日语。在 1936年5月进入外交部门之前，他于1930年代初期成为上海德国商会的雇员。
凭借扎实的语言功底，他先后在新疆、上海、重庆和北京的驻外代表处任职。1944年，他担任纳粹德国驻汉口总领事。
二战结束后，任武昌大学助教至1947年。
回到德国后，他于1948年至1949年间首先在图宾根的马克斯普朗克国际法研究所担任研究助理，并在那里获得了博士学位。1950 年，他成为时任符腾堡-霍亨索伦州州长格布哈特·穆勒的私人助理。
后来他重新加入外交部门，成为一级公使馆参赞。作为一等领事，他于 1958 年被任命为驻新加坡总领事，一直担任该职位至 1963 年。
1971年任西德驻日本大使馆临时代办一等特使。次年，他成为新成立的中华人民共和国驻中华人民共和国大使馆的一等特使，并担任大使馆的临时代办，直到建立外交关系后的第一任大使罗尔夫·弗里德曼·保尔斯（Rolf Friedemann Pauls）的任命。随后，他担任副大使兼大使馆政治部主任，直到1975年退休。1973年4月20日，罗礼国向时任中华人民共和国代主席董必武递交国书。